# Rafael Usín Guisado
Rafael Usín Guisado (ur. 22 maja 1987 w Madrycie) – hiszpański futsalista, zawodnik z pola, gracz Triman Navarra i reprezentacji Hiszpanii, z którą w 2012 r. zdobył Mistrzostwo Europy.